# Cristești (Fehér megye)
Cristești falu Romániában, Fehér megyében, a Mócföld nevű tájegység belsejében.

## Fekvése
Mogos közelében fekvő móc hegyi település.

## Története
Cristeşti korábban Mogos része volt, 1956 táján vált külön 131 lakossal.
1966-ban 137, 1977-ben 96, 1992-ben 90, 2002-ben pedig 67 román lakosa volt.